# Torald Rein
Pour les articles homonymes, voir Rein.
Torald Rein (né le 22 octobre 1968 à Wernigerode) est un ancien fondeur allemand.

## Palmarès

### Jeux Olympiques
| Épreuve / Édition | Albertville 1992 | Lillehammer 1994 | Nagano 1998 |
| 10 km             | 29e              | 32e              |             |
| 25 km Poursuite   | 21e              | 38e              |             |
| 30 km             | 30e              |                  | 57e         |
| 4 × 10 km         | 6e               | 4e               |             |

### Championnats du monde
| Épreuve / Édition | Falun 1993 | Thunder Bay 1995 | Ramsau 1999 |
| 10 km             | 38e        |                  |             |
| 25 km Poursuite   | 32e        |                  |             |
| 30 km             |            | 50e              |             |
| 50 km             |            |                  | 40e         |

### Coupe du monde
- Meilleur classement final: 90e en 1995 et 1998.
- Meilleur résultat: 25e.